# I'm Dying Up Here
I'm Dying Up Here est une série télévisée américaine en vingt épisodes de 55 minutes créée par David Flebotte et diffusée entre le 4 juin 2017 et le 8 juillet 2018 sur Showtime aux États-Unis. Les producteurs exécutifs sont David Flebotte, Jim Carrey, Michael Aguilar et Christina Wayne. La série est basée sur le livre du même nom de William Knoedelsede publié en 2009.
En France la série est diffusée depuis le 5 juin 2017 sur Canal+ Séries. Elle reste inédite dans les autres pays francophones.

## Synopsis
La série explore la scène des stand-up de Los Angeles au début des années 1970 alors qu'un groupe de jeunes comédiens tentent de réussir dans le club de comédie de Goldie et de potentiellement gagner un essai au The Tonight Show de Johnny Carson. La propriétaire du club, Goldie, encadre les jeunes comiques avec une combinaison de ténacité et d'encouragement afin d'augmenter leurs chances de succès. La série se concentre sur les luttes quotidiennes et les succès de Goldie et de la bande de comiques.

## Distribution

### Acteurs principaux
- Melissa Leo (VF : Véronique Augereau) : Goldie Herschlag
- Ari Graynor (VF : Juliette Poissonnier) : Cassie Feder
- Clark Duke (VF : Jean-Marc Montalto) : Ron Shack
- Michael Angarano (VF : Hervé Grull) : Eddie Zeidel
- Andrew Santino (en) (VF : Benjamin Gasquet) : Bill Hobbs
- Stephen Guarino (en) (VF : Constantin Pappas) : Sully Patterson (saison 1)
- Erik Griffin (en) (VF : Bruno Magne) : Ralph Carnegie
- RJ Cyler (VF : Franck Lorrain) : Adam Proteau
- Al Madrigal (en) (VF : Franck Sportis) : Edgar Martinez
- Jake Lacy (VF : Sylvain Agaësse) : Nick Beverly

### Acteurs récurrents
- Ginger Gonzaga (VF : Marine Tuja) : Maggie
- Jon Daly (VF : Bruno Forget) : Arnie
- Obba Babatundé (VF : Thierry Desroses) : Barton Royce
- W. Earl Brown (VF : Stéphane Bazin) : Teddy
- Jeffrey Nordling (VF : Michel Dodane) : Eli Goldman
- Rick Overton (VF : Denis Boileau) : Mitch Bombadier
- Dylan Baker (VF : Patrick Osmond) : Johnny Carson
- Brianne Howey (VF : Claire Baradat) : Kay
- Ryan Alosio (tay) : Miles Farber
- Tommy Snider : Wolfman Jack
- Glenn Morshower (VF : Patrick Béthune) : Warren Hobbs
- Brad Garrett (VF : Philippe Dumond) : Roy Martin (saison 2) [6]
- Nicole Ari Parker (VF : Ariane Deviègue) : Gloria Whitfield (saison 2) [7]
- Stefania LaVie Owen (VF : Clara Soares) : : Amanda Robbins (saison 2) [7]
- Xosha Roquemore (VF : Fily Keita) : Dawn Lima (saison 2) [8]
- Dana Gould (VF : Lionel Henry (acteur)) : Bruce (saison 2) [9]
- Beau Mirchoff (VF : Donald Reignoux) : Saul Hudson (saison 2) [9]

### Invités
- Joey Diaz (en) : Taffy
- Sebastian Stan (VF : Sébastien Ossard) : Clay Appuzzo
- Alfred Molina (VF : Gabriel Le Doze) : Carl
- Robert Forster (VF : Patrick Raynal) : Guy
- Cathy Moriarty : Angie
- Scott Cohen : Roy Brenner
- David Paymer (VF : Michel Laroussi) : Ernie Falk
- Richard Kind (VF : Bernard Bollet) : Marty Dansak
- Dom Irrera (en) (VF : Philippe Siboulet) : Fitzy
- Sarah Hay (VF : Isabelle Volpé) : Tawny
- Sarah Stiles (en) : Toni
- Jere Burns (VF : Hervé Caradec) : Sid Robbins
- Jocko Sims : Melvin
- John Caponera (en) : Howard Leetch
- Armen Weitzman (en) : Rob Cheevers
- Dennis Haskins : le père Jacobs
- Ken Lerner : Sam Doak
- Brandon Ford Green : Richard Pryor

- Version française
  - Société de doublage : Libra Films[10],[11]
  - Direction artistique : Martin Brieuc[10]

 Source et légende : version française (VF) sur RS Doublage

## Épisodes

### Première saison (2017)
1. Pilote (Pilot)
2. Midnight Special (Midnight Special)
3. Le Prix à payer pour un buffet gratos (The Cost of a Free Buffet)
4. Sucre et épices (Sugar and Spice)
5. Le Retour (The Return)
6. Les Filles aussi, ça peut être drôle (Girls Are Funny, Too)
7. Mon fusil, mon cheval et moi (My Rifle, My Pony and Me)
8. L'Incroyable Pouvoir de la pensée positive (The Unbelievable Power of Believing)
9. Lingchi (Lingchi)
10. Indifférence créatrice (Creative Indifferences)

### Deuxième saison (2018)
Elle est diffusée depuis le 6 mai 2018.
1. Autant en emporte le vent (Gone with the Wind)
2. Plus un (Plus One)
3. La Bête Noire (Bete Noire)
4. Les matelas (The Mattresses)
5. Les Bons et les méchants (Heroes and Villains)
6. Entre nous (Between Us)
7. Titre français inconnu (Call Me a Ham)
8. Tu me vois, tu ne me vois plus (Now You See Me, Now You Don't)
9. Confessions au seuil de la mort (Deathbed Confessions)
10. Quand les lignes sont fraanchies (Lines Crossed)